# Купальница китайская
Купа́льница кита́йская (лат. Trollius chinensis) — травянистое многолетнее растение рода Купальница семейства Лютиковые (Ranunculaceae).

## Описание
Короткокорневищный многолетник, высотой до 80-100 см. Стебли голые, кустистые. Цветки крупные, до 5 см в диаметре, ярко-оранжевые. В глубине полуоткрытого цветка видны длинные оранжевые нектарники. Цветет с конца июня по июль, в течение 25-30 дней, когда все остальные виды купальниц уже отцвели.

## Распространение
Естественным образом произрастает на территории Китая, в провинциях Гирин, Ляонин, Хэбэй, Хэнань, Шаньси и в автономном районе Внутренняя Монголия. В России — на Дальнем Востоке.

## Значение и применение
К выпасу и сенокошению не устойчива. Весной и ранним летом листья, бутоны и цветки удовлетворительно поедаются пятнистым оленем, стебли не поедаются. О поедании пятнистым оленем есть и противоположные данные.